# Мобильный IP
Mobile IP — разработанный Инженерным Советом Интернета (Internet Engineering Task Force, сокр. IETF) стандарт протокола обмена данными для того, чтобы пользователи мобильных устройств перемещались из одной сети в другую с сохранением постоянного IP адреса. Mobile IPv4 описан в IETF RFC 5944, и расширен в IETF RFC 4721. Mobile IPv6, IP mobility разработанный для следующего поколения Интернет Протокола, IPv6 описан в RFC 6275.

## Введение
Mobile IP протокол позволяет маршрутизировать дейтаграммы в интернете независимо от места расположения. Каждый мобильный узел идентифицируется по своему домашнему адресу, игнорируя своё текущее местоположение в Интернете. Находясь вдали от домашней сети, мобильный узел связан с care-of адресом, который определяет текущее местоположение и его домашний адрес, связанный с локальной точкой туннеля своего домашнего агента. Mobile IP указывает как мобильные узлы регистрируются с домашним агентом и как домашний агент маршрутизирует дейтаграммы к мобильным узлам через туннель.

## Применение
Во многих случаях (например, VPN, VoIP), внезапные изменения в соединении с сетью или IP адресе могут вызвать проблемы. Mobile IP разработан для поддержания неразрывного и продолжительного подключения к интернету.
Mobile IP чаще всего встречается в проводных и беспроводных сетях, где пользователям необходимо перенести свои мобильные устройства через несколько локальных подсетей. Например использование в роуминге между перекрытием беспроводных систем, например DVB, WLAN, WiMAX, и BWA.

## Принципы эксплуатации
Мобильный узел имеет два адреса — постоянный домашний адрес и care-of адрес (СОА), который связан с сетью посещаемого мобильного узла. Реализация Mobile IP содержит два типа объектов
- Домашний агент хранит информацию о мобильных узлах которые имеют постоянный домашний адрес в сети домашнего агента.
- Чужой агент хранит информацию о мобильных узлах посещающих сеть. Чужой агент также рекомендует care-of адреса. Если нет чужого агента в принимающей сети, мобильное устройство должно само получить адрес и распространить адрес самостоятельно.

Узел которому необходимо связываться с мобильным узлом, использует постоянный домашний адрес мобильного узла в качестве адреса назначения для отправки пакетов. Так как домашний адрес логически принадлежит к сети связанной с домашним агентом, нормальные механизмы маршрутизации IP передадут эти пакеты дальше домашнему агенту. Вместо того чтобы пересылать эти пакеты в пункт назначения, который физически в той же сети, что и домашний агент, домашний агент перенаправляет эти пакеты на удаленные адреса через IP туннель, инкапсулируя дейтаграммы с новым IP заголовком используя care-of адрес мобильного узла.
При работе в качестве передатчика, мобильный узел посылает пакеты непосредственно в другой узел сети, без отправки пакетов через домашнего агента, используя свой постоянный домашний адрес в качестве адреса источника IP-пакетов. Это называется треугольной маршрутизацией или «оптимизация маршрута» (RO). Если необходимо, чужой агент может использовать обратное туннелирование для отправки пакетов мобильного узла домашнему агенту, который в свою очередь направит их в смежный узел. Это необходимо в сетях где сетевые шлюзы проверяют, принадлежность IP адреса мобильного хоста собственной подсети и отбрасывают его если это не так. В Mobile IPv6 (MIPv6) «обратное туннелирование» — поведение по умолчанию, с дополнительной возможностью «оптимизации маршрута» (RO).

## Эффективность
Оценку эффективности Mobile IPv6, проведенную NEC в Европе, можно найти в ACM Digital Library, под записью «A simulation study on the performance of mobile IPv6 in a WLAN-based cellular network» от Elsevier Computer Networks Journal (CNJ), специальный выпуск The New Internet Architecture, Сентябрь 2002.
Кроме того, сравнение производительности между Mobile IPv6 и некоторыми из предложенных усовершенствований (Hierarchical Mobile IPv6, Fast Handovers for Mobile IPv6 и их комбинацией) доступно под записью «A performance comparison of Mobile IPv6, Hierarchical Mobile IPv6, fast handovers for Mobile IPv6 and their combination» от ACM SIGMOBILE Mobile Computing and Communications Review (MC2R), часть 7, выпуск 4, октябрь, 2003.

## Разработка
Такие усовершенствования Mobile IP, как Mobile IPv6 и Hierarchical Mobile IPv6 (HMIPv6), описанный в RFC 5380, разрабатываются в настоящее время для улучшения мобильной связи в определенных обстоятельствах, делая процесс более безопасным и более эффективным. Описание HMIPv6 можно найти на сайте Hierarchical-Mobile-IPv6.
Ученые создают поддержку мобильных сетей, не требующих каких-либо предварительно распределенных инфраструктур, как в настоящее время требуется MIP. Например Interactive Protocol for Mobile Networking (IPMN).
Ученые также работают над созданием поддержки мобильных сетей между целыми подсетями с поддержкой Mobile IPv6. Например Network Mobility (NEMO) Network Mobility Basic Support Protocol от рабочей группы IETF, который поддерживает мобильность для всей мобильной сети, чтобы можно было передвигаться соединяясь с различными точками сети. Протокол является расширением Mobile IPv6 и позволяет поддерживать непрерывную сессию для каждого узла в мобильной сети.

### Изменения в IPv6 для Mobile IPv6
- Набор возможностей для перемещения включая мобильность сообщений
- Новая опция Домашний Адрес для заголовка Вариант Назначения
- Новый заголовок Тип 2 Маршрутизации
- Новый Internet Control Message Protocol для IPv6 (ICMPv6) сообщения для обнаружения множества домашних агентов и получения префикса домашней ссылки
- Изменения сообщения обнаружения маршрутизатора и дополнительные варианты обнаружения соседей
- Чужие агенты не будут больше нужны

## Определение терминов
Домашняя сеть
— сеть, в которой устройство получает свой определенный IP адрес (домашний адрес).
Домашний адрес
— IP адрес мобильного устройства, присвоенный устройству в пределах своей домашней сети
Чужая сеть
— сеть, в которой мобильный узел работает, когда он не в своей домашней сети.
Care-of адрес
— IP адрес сети, в которой находится устройство при работе в сети другого оператора
Домашний агент
— маршрутизатор домашней сети мобильного узла, который отправляет дейтаграммы по туннелю мобильному узлу, когда он находится вне дома. Он имеет информацию о текущем положении мобильного узла (IP-адрес). Он используется с одним или несколькими чужими агентами.
Чужой агент
Чужой агент является маршрутизатором, который хранит информацию о мобильных узлах, которые посещают его сеть. Чужой агент также рекомендует какие care-of адреса использовать для Mobile IP.
Привязка
Привязка ассоциированного домашнего адреса и адреса обслуживания.